# Fatos Sezer
Fatos Sezer (ur. 31 stycznia 1958 w Gölcük, zm. 1 czerwca 2011 w Stambule) – turecka aktorka teatralna i filmowa, pochodzenia polskiego. Jako aktorka zagrała w 40 filmach kinowych oraz w kilkunastu tureckich serialach telewizyjnych.

## Życiorys
Była najmłodsza z trójki rodzeństwa, jej rodzice byli Polakami, którzy wyemigrowali do Turcji po agresji Niemiec na Polskę. Kiedy miała 6 lat zmarł jej ojciec, matka zmarła 4 lata później. W wieku 17 lat wyszła za mąż, jej mężem był Nakipoğlu, z którym miała syna Çağrı Nakipoğlu. 
Pierwszą pracę zdobyła jako modelka w 1980 roku, jednak z myślą o pracy w filmie rozpoczęła szkolenia w Warsztatach Teatralnych Bilsak, szkolenie odbywało w dziedzinach: aktorstwa, dekoracji, kostiumów. Cztery lata później otrzymała pierwszą rolę aktorską, zagrała w filmie Hayat Acıları, w kolejnym filmie zagrała rok później, był to film Gönlüm Ve Ben.
Później wyjechała do Francji gdzie studiowała na wydziale języka francuskiego i literatury na uniwersytecie Collège de Sorbonne w Paryżu. W 1986 roku po raz drugi wyszła za mąż za reżysera Mehmeta Ulusoya (ur. 1942, zm. 2005), który mieszkał w Paryżu. W 1988 zagrała w filmie Kurtar Beni. Podczas 25. Festiwalu Filmowym w Antalyi, Fatos Sezer została wyróżniona nagrodą Golden Orange dla najlepszej aktorki drugoplanowej.
Na początku lat 90. nie grała w wielu filmach, ale występowała w sztukach teatralnych reżyserowanych przez jej męża Mehmeta Ulusoya w teatrze „Theatre de Liberte”. W 1994 roku rozwiodła się z Mehmetem Ulusoyem.
W ostatnim okresie swojej kariery występowała w serialach telewizyjnych i pełniła funkcję dyrektorki artystycznej magazynów Rugby Türkiye i Auto Türkiye.

## Śmierć
Zmarła w wieku 53 lat na skutek zawału serca w swoim domu w Kurtuluş (Stambuł) 1 czerwca 2011 r. Po pogrzebie, który odbył się w meczecie Şişli, została pochowana na cmentarzu Edirnekapı Sakızağacı.

## Filmografia
(źródło informacji:)
- 1983: Hayat Acıları
- 1984: Gönlüm Ve Ben
- 1985: Ayrılık Acısı
- 1985: Bir Kadın Bir Hayat
- 1985: Haram Oldu
- 1985: Kuyucaklı Yusuf
- 1985: Muhabbet Kuşları
- 1985: Özlem
- 1985: Patron Duymasın
- 1986: Aaahh Belinda
- 1986: Asiye Nasıl Kurtulur
- 1986: Çapkın Baba
- 1986: Dağlı Güvercin
- 1986: Damgalı Adam
- 1986: Deli Deli Küpeli
- 1986: Garip
- 1986: Gülümse Biraz
- 1986: Kader Rüzgarı
- 1986: Kuşatma
- 1986: Paketteki Adam
- 1986: Saide
- 1986: Sevgi Çıkmazı
- 1986: Yoksul
- 1987: Alışırım
- 1987: Evlat Acısı
- 1987: Güzel Alsın Canımı
- 1987: Hayallerim
- 1987: Kaçamak
- 1987: Kalbimdeki Düşman
- 1987: Kurtar Beni
- 1987: Mesela Muzaffer
- 1987: Papatya
- 1987: Yirmidört Saat
- 1988: Emanet-2
- 1988: Hanım
- 1988: Kuvvetin Ötesi
- 1988: Sevgiler Çiçek Gibi
- 1990: Doyumsuz
- 1992: Bir Daha Asla
- 1994: Zirvedekiler
- 1999: Kimsecikler
- 2000: Aşk Aynı Adreste
- 2000: Canlı Hayat

## Seriale TV
(źródło informacji:)
- Çocukluk Günleri (2009)
- Sila (2006-2008)
- Sev Kardeşim (2006)
- Cinlerle Periler (2001)
- Hirsiz (2001)
- Sibel (1998)
- Böyle mi Olacaktı (1997)
- Şeytanın Kurbanları (1989)
- Kuruluş “Osmancık” (1987)
- Gönül Dostları (1987)
- Kuruluş / Osmancık (1987)
- Kırık Hayatlar (1985)
- Her Şey Sevince Güzel (1986)
- Bugünün Saraylısı (1985)
- Kirik Hayatlar (1985)